# Nafbanga
Nafbanga, également appelé Nafbanka, est une commune rurale située dans le département de Gaongo de la province du Bazèga dans la région du Centre-Sud au Burkina Faso.

## Santé et éducation
Nafbanga accueille un centre de santé et de promotion sociale (CSPS).